# LOC Kargil
LOC Kargil (inne tytuły: " Line of Control – Kargil", "L.O.C.", "Line of Control", "L.O.C. – Line of Control", "L.O.C. – Kargil") – indyjski dramat wojenny odwołujący się do walki w maju 1999 roku na granicy indyjsko-pakistańskiej w Kaszmirze tzw. "wojny o Kargil". Film w roku 2003 wyreżyserował J. P. Dutta, autor Ghulam, Refugee i Umrao Jaan i Border. Ten ostatni film też dotyczył wojny Indii z Pakistanem. Film nagrywano w Leh i, Ladakh w indyjskim stanie Dżammu i Kaszmir.
Patriotyzm, wrogość do Pakistanu, odwołania religijne i plejada bollywoodzkich gwiazd w mundurze (Ajay Devgan, Sanjay Dutt, Saif Ali Khan, Sunil Shetty, Abhishek Bachchan, Akshaye Khanna, Manoj Bajpai). Sceny walki przeplatane wspomnieniami obrazu tych, kto czeka na walczących w domu (Rani Mukerji, Kareena Kapoor, Esha Deol, Raveena Tandon). Niepewność, kto z nich wróci z wojny, jak mówi jeden z bohaterów, "owinięty we flagę Indii".
Filmy indyjskie mimo (do niedawna) zakazu projekcji są w Pakistanie bardzo popularne. Wiele z nich pomaga budować jedność między dwoma krajami rozdartymi doświadczeniem  podziału 1947 i wojnami 1965, 1971, 1999. "LOC Kargil" do tych filmów nie należy. Patrzymy, jak żołnierze indyjscy żegnają się z bliskimi, jak się modlą, jak się boją, jak umierają, jak opłakują siebie wzajemnie. Pakistańczyków zaś widzimy tylko z daleka, grożących, obrażających, wreszcie zabijających tych, których znamy z imienia. Przy tak tendencyjnym przedstawieniu obu stron, Pakistańczycy pokazani są nie jak ludzie, ale jak mówi indyjski dowódca zagrzewając żołnierzy do walki, jak "szczury do wybicia". Tylko w jednej scenie dowódca powstrzymuje rozżalonego śmiercią przyjaciela żołnierza indyjskiego od kopania pakistańskiego trupa. Padają słowa: "to przecież też czyjś syn i brat".

## Fabuła
4 maja 1999. W rejonie przygranicznym giną ostrzelani przez Pakistańczyków żołnierze indyjscy. Mudżahedini i wojska pakistańskie przekraczają granicę Indii. Zaczynają kontrolować autostradę blokując dostawy dla wojsk indyjskich stacjonujących w spornym Kaszmirze. Odcinają Kaszmir od Ladakh. Armia indyjska chcąc odzyskać panowanie w tym regionie ściąga swe najlepsze jednostki. Chcąc przejąć autostradę, trzeba będzie zdobyć zbocze górskie Kargil. Pod obstrzałem z góry. Już wiadomo, że nie będzie można uniknąć wysokich strat w ludziach. Żołnierze, których zadaniem będzie walczyć i umierać w walce o Kargil zjeżdżają się z różnych stron Indii. Z Maharasztry, Delhi, Uttar Pradesh, Bengalu. Wyjeżdżając na wojnę każdy z żołnierzy żegna swoich najbliższych ze świadomością, że być może widzą się po raz ostatni. Manoj (Ajay Devgan) zostawia swoją matkę pod opieką zakochanej w nim Hemy (Rani Mukherjee). Wyjeżdża nie wyznawszy jej miłości. Anuja (Saif Ali Khan), jeśli wróci, czeka ślub z Simran  (Kareena Kapoor), której oświadczył się tuż przed wyjazdem. Yadava (Manoj Bajpai) powołują tuż po ślubie. Jego przyjaciel w jednostce żartuje sobie z jego krótkiego szczęścia z żoną (Mahima Chaudhry). Balwan (Akshaye Khanna) obiecuje swojej narzeczonej, że na pewno wróci. Nadzieję na powrót z wojny ma też żona Joshiego (Sanjay Dutt). I jego dziecko. Vicky odpoczywając między walkami widzi we wspomnieniach twarz ukochanej Dimple (Esha Deol). Sanjay też zamyśla się przypominając sobie spojrzenie narzeczonej (Isha Koppikar).

## Obsada
| Aktor              | Rola                                             |
| ------------------ | ------------------------------------------------ |
| Sanjay Dutt        | pułkownik Y.K. Joshi, 13 JAK Rifles              |
| Ajay Devgan        | porucznik Manoj Kumar Pandey, 1/11 Gurkha Rifles |
| Saif Ali Khan      | kapitan Anuj Nayyar, 17 JAT                      |
| Sunil Shetty       | Sepoy Sanjay Kumar, 13 JAK Rifles                |
| Sanjay Kapoor      | Major Deepak Rampal, 17 JAT                      |
| Abhishek Bachchan  | porucznik Vikram Batra, 13 JAK Rifles            |
| Akshaye Khanna     | porucznik Balwan Singh, 18 Grenadiers            |
| Manoj Bajpai       | grenadier Yogender Singh Yadav, 18 Grenadiers    |
| Nagarjuna Akkineni | Maj. Padmapani Acharya, 2 Rajputana Rifles       |
| Amar Upadhyay      | kapitan Vijayanth Thapar, 2 Rajputana Rifles     |
| Ashutosh Rana      | Yogender Singh                                   |
| Karan Nath         | major Rajesh Adhikari, 18 Grenadierów            |
| Akanksha Malhotra  | Kiran Adhikari                                   |
| Raj Babbar         | pułkownik Khushal Thakur, 18 Grenadierów         |
| Mohnish Bahl       | porucznik R. Viswanathan, 18 Grenadierów         |
| Sudesh Berry       | pułkownik Yadav, 1/11 oddział Gurkhów            |
| Avtar Gill         | Sub. Digendra Kumar, 2 oddział Radźputów         |
| Milind Gunaji      | major Rajan Adhumac, 13 JAK Rifles               |
| Kiran Kumar        | pułkownik Bawa, 17 JAT                           |
| Bikram Saluja      | kapitan Sanjeev Jamwal, 13 JAK Rifles            |
| Ashish Vidyarthi   | pułkownik Ravindran, 2 Radźputów                 |
| Sharad Kapoor      |                                                  |
| Arman Kohli        |                                                  |
| Singh Surendra     |                                                  |

| Aktorka           | Rola                                |
| ----------------- | ----------------------------------- |
| Rani Mukerji      | Hema (ukochana Manoja Pandeya)      |
| Raveena Tandon    | żona Deepaka                        |
| Kareena Kapoor    | Simran (ukochana Anuja Nayyara)     |
| Preeti Jhangiani  | ukochana Balwaana                   |
| Mahima Chaudhry   | żona Yogendra Yadava                |
| Esha Deol         | Dimple (ukochana Vikrama Batry)     |
| Isha Koppikar     | narzeczona Sanjaya                  |
| Divya Dutta       | żona Yadava                         |
| Priya Gill        | Charulatha (żona Acharyi Padmapani) |
| Namrata Shirodkar | żona Joshi                          |
| Maya Alagh        | matka Manoja Pandeya                |
| Akanksha Malhotra | żona Rajesha Singha Adhikari        |